# 且渠封戴墓表
且渠封戴墓表，亦被称为北凉且渠封戴墓表，是且渠封戴的墓表，出土于中国新疆维吾尔自治区吐鲁番市阿斯塔那古墓群。埋于北凉承平十三年（455年），1972年出土，是已知吐鲁番市境内有明确年代墓表中时代最早的。且渠封戴墓表是第一批古代名碑名刻文物。

## 形制与内容
且渠封戴墓表为灰黄色砂岩，可分为表座与表体，是半圆形表额。墓表高约43.5厘米，宽26厘米，厚近4.5厘米，底座高13厘米，宽35厘米，厚16厘米。。表体中部为表文，表文为印刻阴格填朱，朱色基本脱落，竖刻五行汉字隶书，每行八字，共四十字。录文为：
|                |  |  |
| ——且渠封戴墓表 |  |  |

表文“结体端稳，波挑规范，疏密有间……且刀法娴熟，单劈而入，颇有力道”。且渠封戴墓表与吐鲁番出土的其他墓志在形制、质地、内容有所不同，吐鲁番出土其他墓志形制多为四方形；质地以砖质为主；内容普遍会包含追赠官号。该墓表却与徐夫人菅洛墓碑和吕宪墓表等墓碑、墓表的同为圆首且风格类似，属于魏、晋、南北朝时期中原地区王族阶层丧葬习俗。
墓主为且渠封戴，是卢水胡后裔，去世时为冠军将军，任高昌郡太守。

## 出土和现状
1972年，在对阿斯塔那古墓群的177号古墓发掘时，且渠封戴墓表出土，与出土的高昌北凉时期其他墓表不同，且渠封戴墓表并未埋纳于斜坡墓道靠近地面处，而是埋于墓室内。与且渠封戴墓表同时于177号古墓出土的还包括木质《且渠封戴追赠令》，记载了且渠封戴被追认为“敦煌太守”一事。该墓还出土了丝绸、泥俑、漆耳杯、纸质文书等文物。且渠封戴墓表现藏于新疆维吾尔自治区博物馆。2023年，中华人民共和国国家文物局将且渠封戴墓表列入《第一批古代名碑名刻文物名录》，所属年代为南北朝。

## 相关历史
且渠封戴墓表是吐鲁番市境内出土的有明确年代墓表中时代最早的。
且渠封戴并未见史书记载，然而新疆社会科学院考古研究所的侯灿根据史书对同一人可能存在不同的名字记载（如《魏书》沮渠牧犍与《宋书》沮渠茂虔），加上且渠封戴在大凉的地位，认为且渠封戴可能是沮渠牧犍的世子，沮渠无讳、沮渠安周的侄子沮渠封坛。高昌郡设立于前凉时期。公元400年，沮渠蒙逊杀段业，自立北凉王，并置高昌郡太守，且渠封戴所任高昌太守置于此时。